# Castelo Fabvier
O Château Fabvier é um château situado em Kintzheim, Bas-Rhin, Alsace, na França. O edifício com os seus terrenos e parque foi registado como um monumento histórico em 1992.
O castelo foi construído no século XIII, mas foi totalmente modernizado e remodelado em estilo neoclássico no início do século XIX. Fica num parque e jardins à maneira inglesa.